# Núñez de Balboa (metrostation)
Núñez de Balboa is een metrostation in het stadsdeel Salamanca van de Spaanse hoofdstad Madrid, dat op 26 februari 1970 werd geopend. Het station is genoemd naar een dwarsstraat bij het station die op zijn beurt is genoemd naar de Spaanse conquistador
Vasco Núñez de Balboa.

## Geschiedenis
Op 6 juni 1968 opende het metrobedrijf een eigen lijn, naast de in 1961 geopende FCS, tussen de zuidelijke voorstad Carabanchel en Callao in de binnenstad. Deze lijn 5 werd vervolgens onder de binnenstad doorgetrokken van Callao naar Ventas. Het station werd officieel geopend op 26 februari 1970 en de reizigersdienst tussen Ventas en Carabanchel begon op 2 maart 1970.   
Op 24 februari 1986 werden de twee delen van lijn 9, 9A en 9B, met elkaar verbonden via een tunnel met onder meer perrons bij Núñez de Balboa. Zodoende was er geen sprake meer van een gesplitste lijn en kon lijn 9 doorgaand bereden worden.

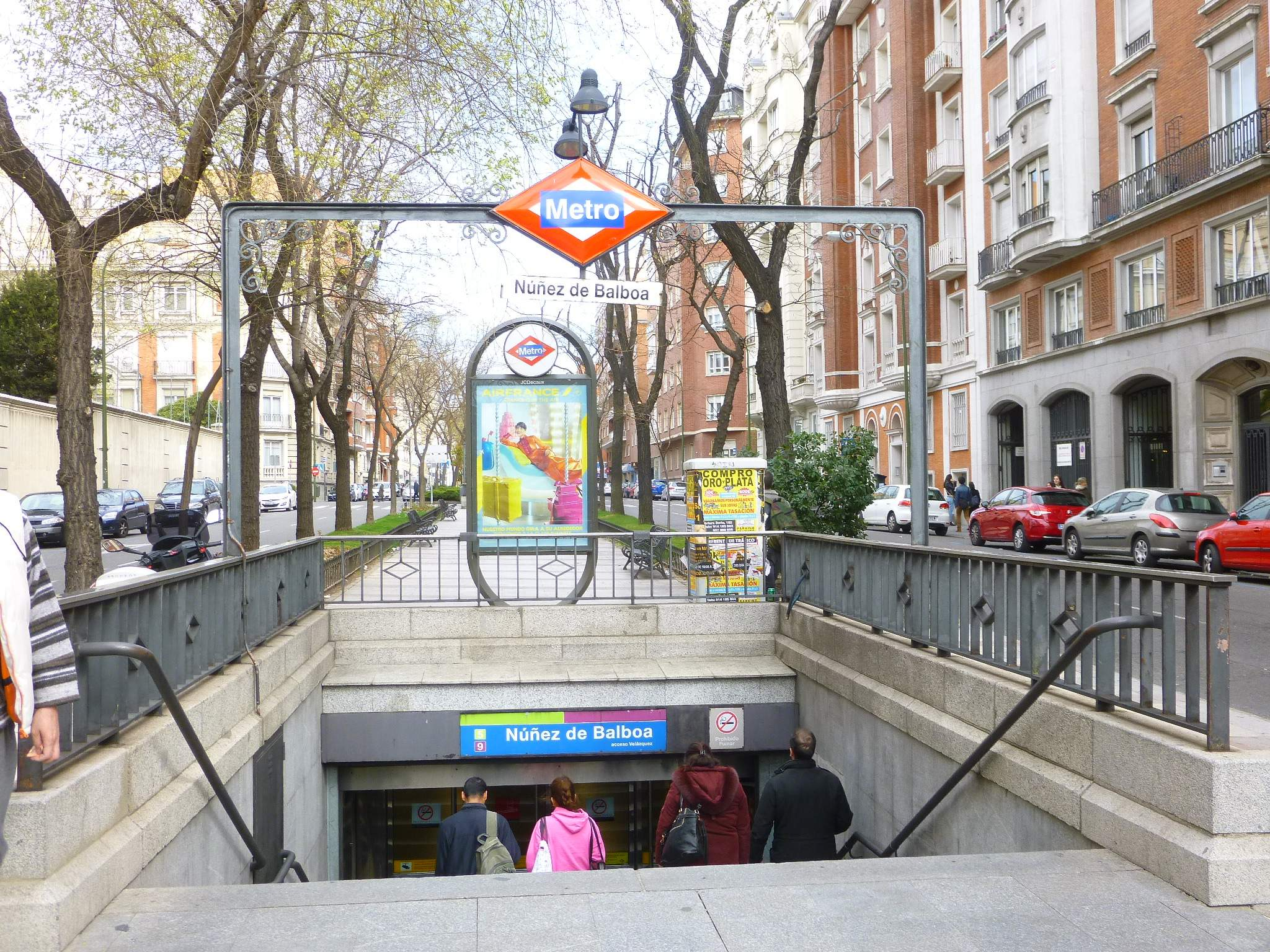
De westelijke toegang van het station
Ligging van de metrolijnen bij Nuñez de Balboa

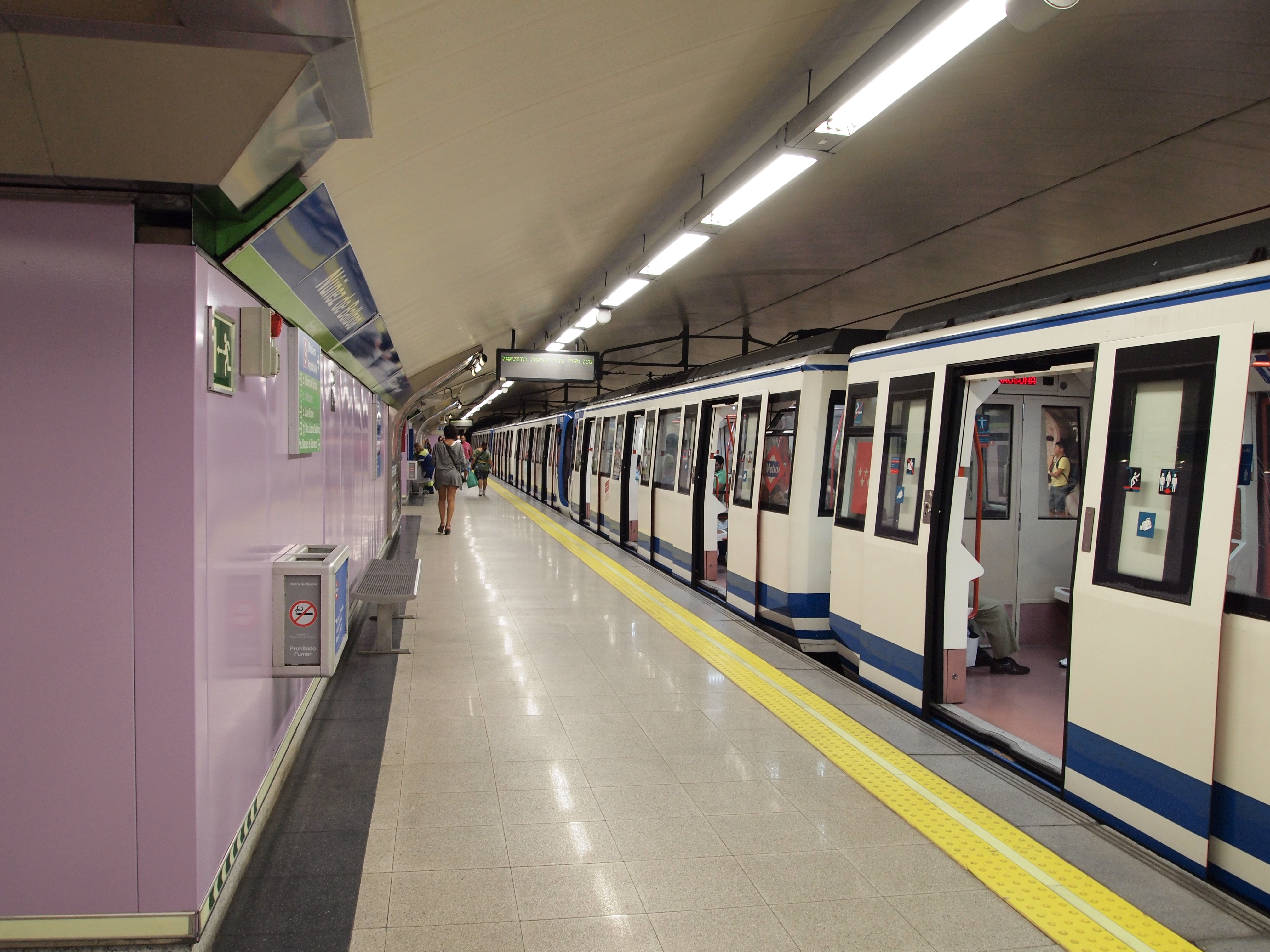
Metrostel langs het perron op lijn 5
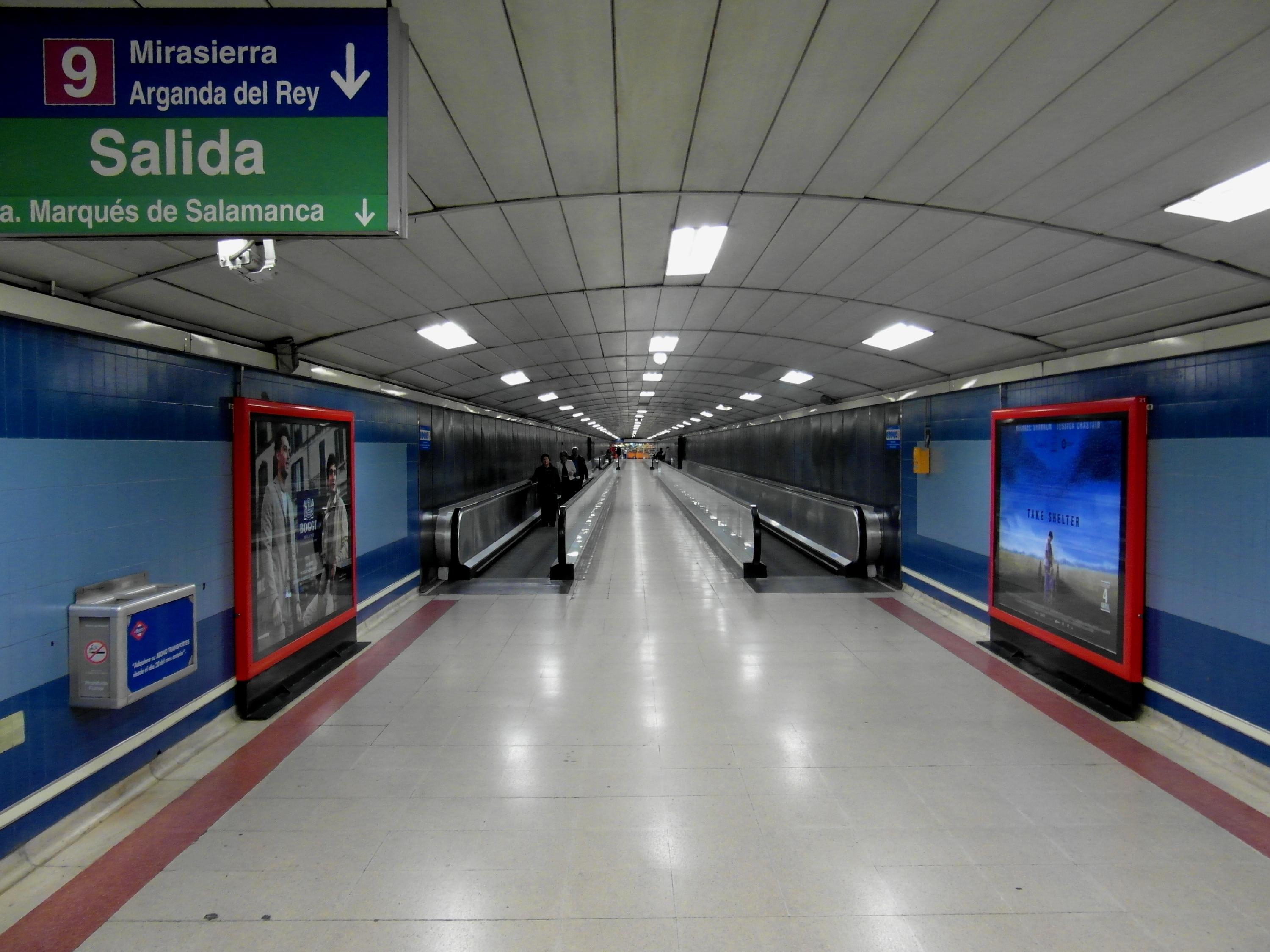
De overstaptunnel gezien uit het westen
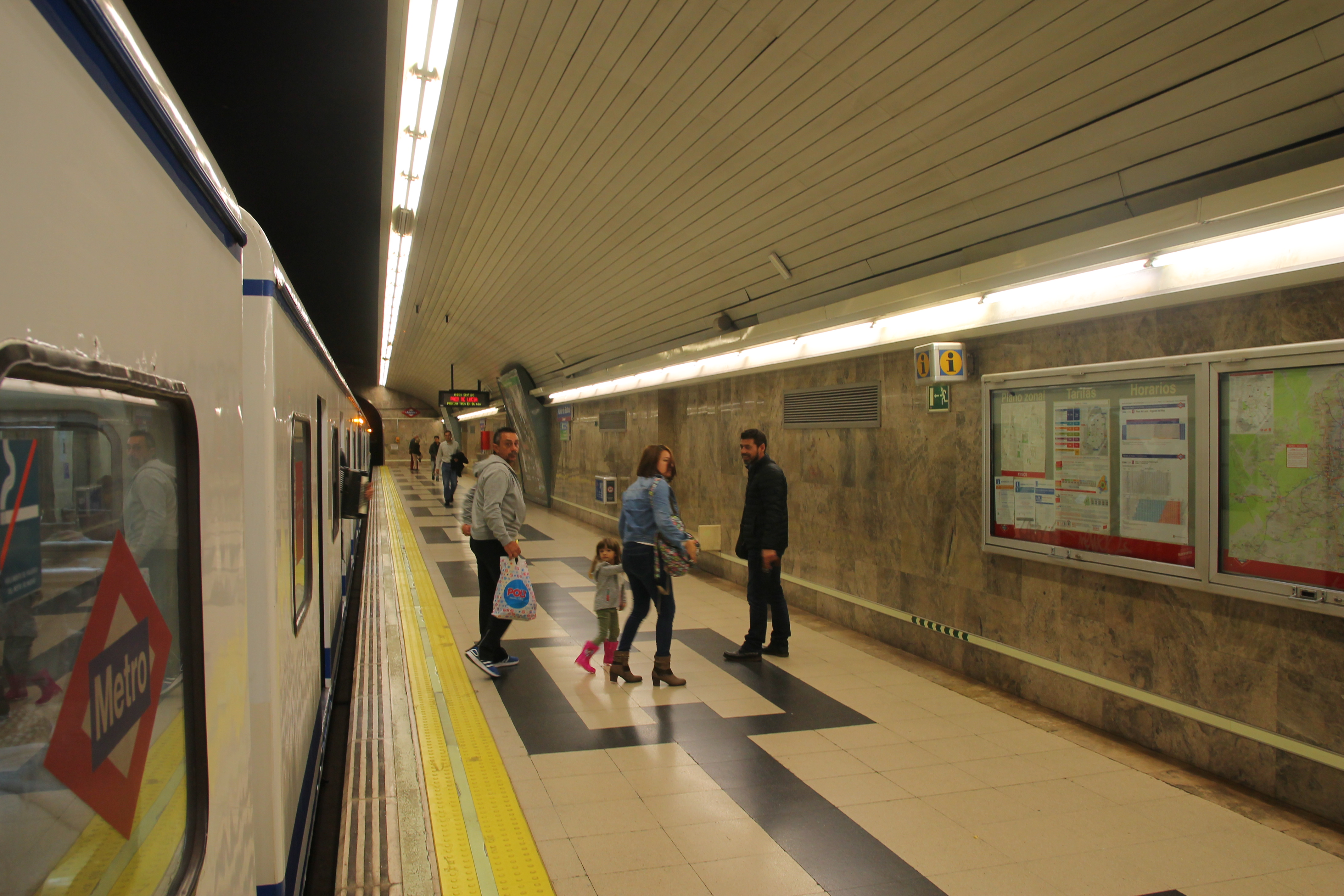
Metrostel langs het perron op lijn 9